# Reggenza di Timor Centrale Meridionale
La reggenza di Timor Centrale Meridionale (in indonesiano: Kabupaten Timor Tengah Selatan) è una reggenza dell'Indonesia, situata nella provincia di Nusa Tenggara Orientale.